# キーキャップ

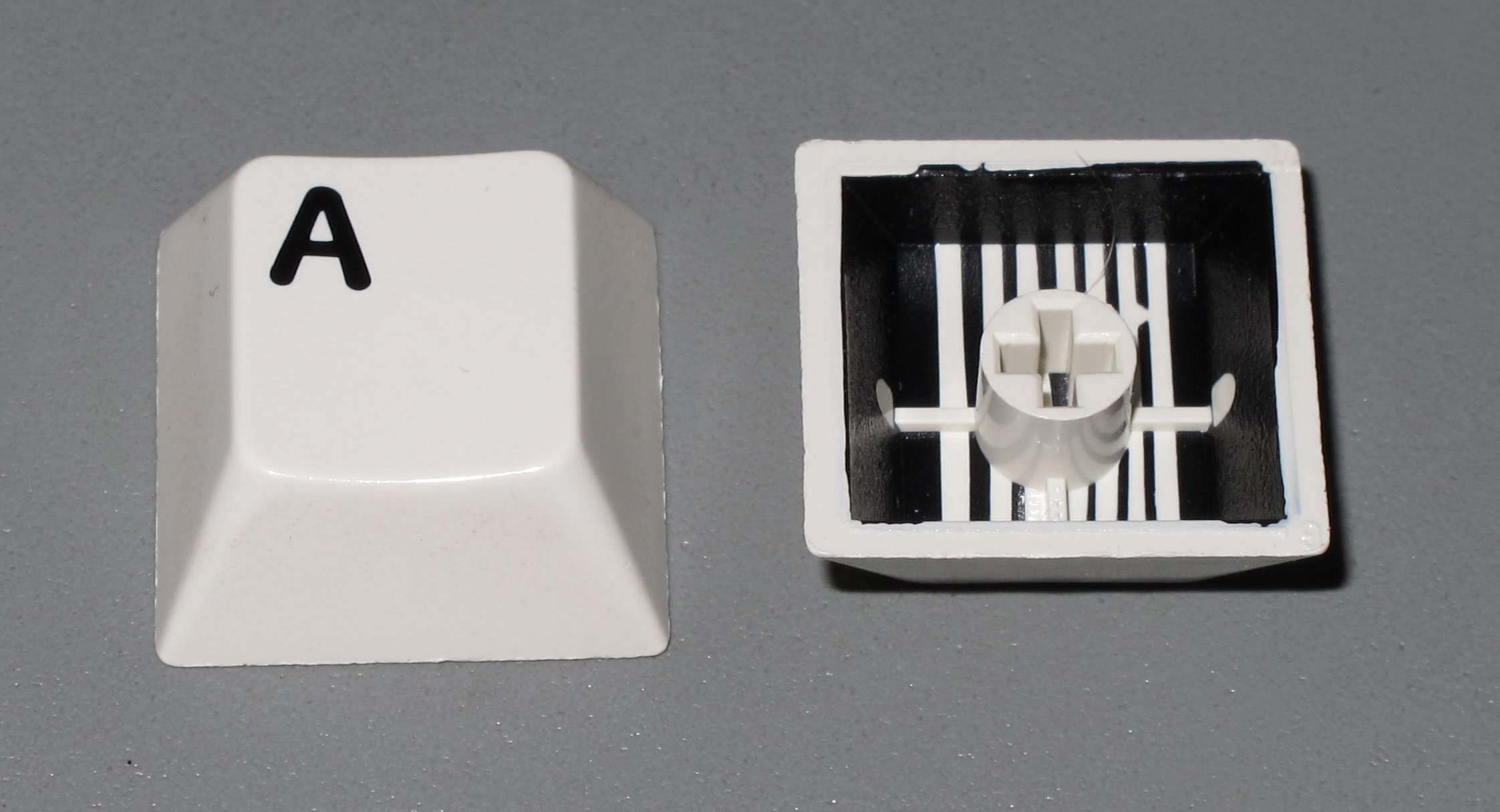
Two-shot injection molded keycaps

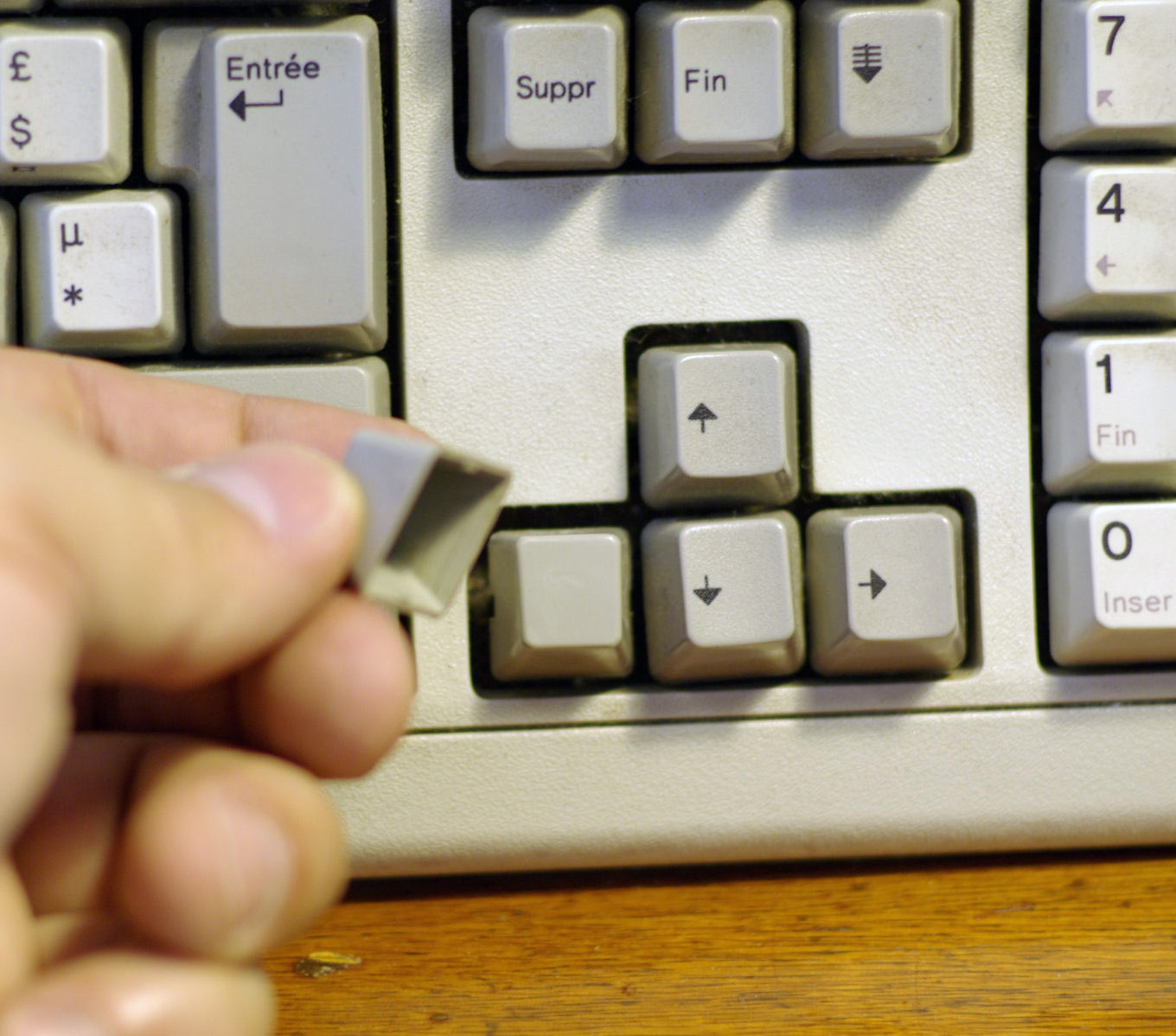
Swappable keycaps of a French Model M keyboard

キーキャップとは、コンピューターのキーボードのキースイッチを覆う小さなプラスチック製のカバーのことである。キーキャップには、対応するキー機能や英数字を示すイラストが描かれていることが多い。初期のキーボードはキースイッチとキーキャップが一体化していたが、さまざまなレイアウトのキーボードを作りやすくするために、キーキャップが分離されるようになった。
なお、日本ではキートップもキーキャップとほぼ同じ意味で使われるが、こちらは厳密にはキーキャップの上面のみを指す語句である。

## 歴史
1970年代から1980年代にかけての代表的なキーキャップは2色成形で、キーキャップに異なる2色のプラスチックで文字部分を成形していた。しかし、この方法は金型費用を中心にコストが高くなり、また、キーキャップが搭載機器よりも耐久性が高くなる傾向があったため、あまり使用されなくなった。現在のキーキャップは、昇華印刷やレーザー刻印で文字を付けるのが一般的である。しかし、2ショット成形（「ダブルショット」）のキーキャップは現在も販売されており、その感触と耐久性で知られている。

## 現代のキーキャップ
キーキャップは、キーボードの交換用セットとして購入することができる。特に、Cherry MXスタイルの軸を採用したキーボードでは、交換セットがよく販売されている。マニアックなコミュニティではカスタムセットが売買されており、職人が作ったキーキャップは個別に購入できる。
キーキャップには印字されたものと印字されていないものがある。印字されていないキーキャップは「無刻印（ブランクキーキャップ）」と呼ばれ、視覚なしで指先の感覚に頼らざるを得ないため、タッチタイピングの促進や筋肉の記憶に役立つと言われている。しかし、現代のメカニカルキーボードの世界では、見た目の美しさを重視して無印字のキャップが選ばれることが多い。
プラスチックとしては、ABS、PBT、POMなどがよく使われている（素材の項を参照）。ほとんどのキーキャップの上部は、シリンドリカル（太い円柱が乗っているように側面に向かって湾曲している）、平面、球形（大きな球が乗っているように上下左右に湾曲している）と表現される。最近では、球形よりも円柱形のキーキャップが好まれているが、ノートパソコンのキーは平らなものが多い。

なお、メカニカルキーボード（Cherry、ALPS、Kailh Choc）と、東プレ製品（静電容量無接点方式）以外の、安価なパンタグラフやメンブレンなどのキーボードでは、2021年現在、互換性のあるキーキャップはほとんど販売されていない。付け替え用のキーキャップはほぼメカニカルキーボード利用者や、自作キーボード利用者に向けた製品となっている。

## 構成物

### 素材
キーキャップの素材はブランドごとに異なり、感触や耐久性、耐傷性などが異なっている。
| Material | Description |
| -------- | --- |
| ABS      | キーボードの筐体やキーによく使われている。最近のプラスチックの中では比較的柔らかい素材だが、丈夫で壊れにくい。東プレの筐体にはABSが使われており、IBMモデルMsにも使われている。FilcoとDasキーは、購入したキーボードに同梱されているほとんどのキーがABS製となっている。「すべすべ感」が少しある。例えば、レゴなどもABSでできている。 |
| PBT      | PBTは、より硬い長期使用可能な素材で、「砂のような」感触があり、時間の経過とともにABSのように黄変することがない。しかし、PBTはもろく、コストもかかるため、ほとんどのキーボードメーカーは、キーボードケースやキーにPBTを使用していない。例外として、Cherry/Poker/Leopoldの一部のキーとIBM/Unicompのキーがある。 |
| POM      | 「デルリン」というブランド名でも知られているこの素材は、耐摩耗性、耐溶剤性、低摩擦性に優れている。しかし、高価な素材のため、あまり一般的ではない。古い黒のCherry G80キーキャップや、製造中止になったNopoo Chocolateキーボードに使用されていた。Keycool社のキーボードにも使用されていたが、現在は廃止されている。現在、VortexはBacklit Doubleshot PBT/POM Keysのレタリング・インフィルにPOMを使用している 。Cherry MXキーケーシングはPOM Chemical Testingで作られている MY steBの軸 Cherry Labelingも同様である 。 |
| PC       | 丈夫な透明プラスチック。Signature Plasticキーセットのような半透明のキーに使用される。 |

### 印字
キーキャップへの数字、文字、記号の印刷は、パッド印刷、レーザー刻印、昇華印刷、2色成形（ダブルショット）などの方法で行われる。
| Method                     | Description                                                                                                  |
| -------------------------- | --- |
| パッド印刷 Pad printing    | 最も安く一般的に用いられている。                                                                             |
| 昇華印刷 Dye sublimation   | 昇華印刷は、やや高価であるが東プレや、ZF Electronics(Cherry),Unicompなどのいくつかの会社では採用されている。 |
| 2色成形 Double Shot        | 高価な手法であるが、高級なキーキャップでは2色成形によるものも販売されている。                                |
| レーザー刻印 Laser etching | 強力なレーザーでキーキャップに文字を印字する。                                                               |

### キー形状
キーボードのプロファイルを比較するには、横から見るのが一番わかりやすい。キーキャップの形状（プロファイル）とは、キーキャップの各列のプロファイル形状のことを指す。形状が異なると、キーの大きさ、形、厚さが異なっている。最近のキーキャップのセットでは、列ごとに形状が異なるものは「スカルプテッド・プロファイル」と呼ばれる。
- OEM
- Cherry
- Apple
- Tai Hao
- Alps
- Laser
- DCS
- SA
- SA-P
- DSA
- HSA
- XDA
- NDA
- MT3
- MDA(Mix)
- ADA

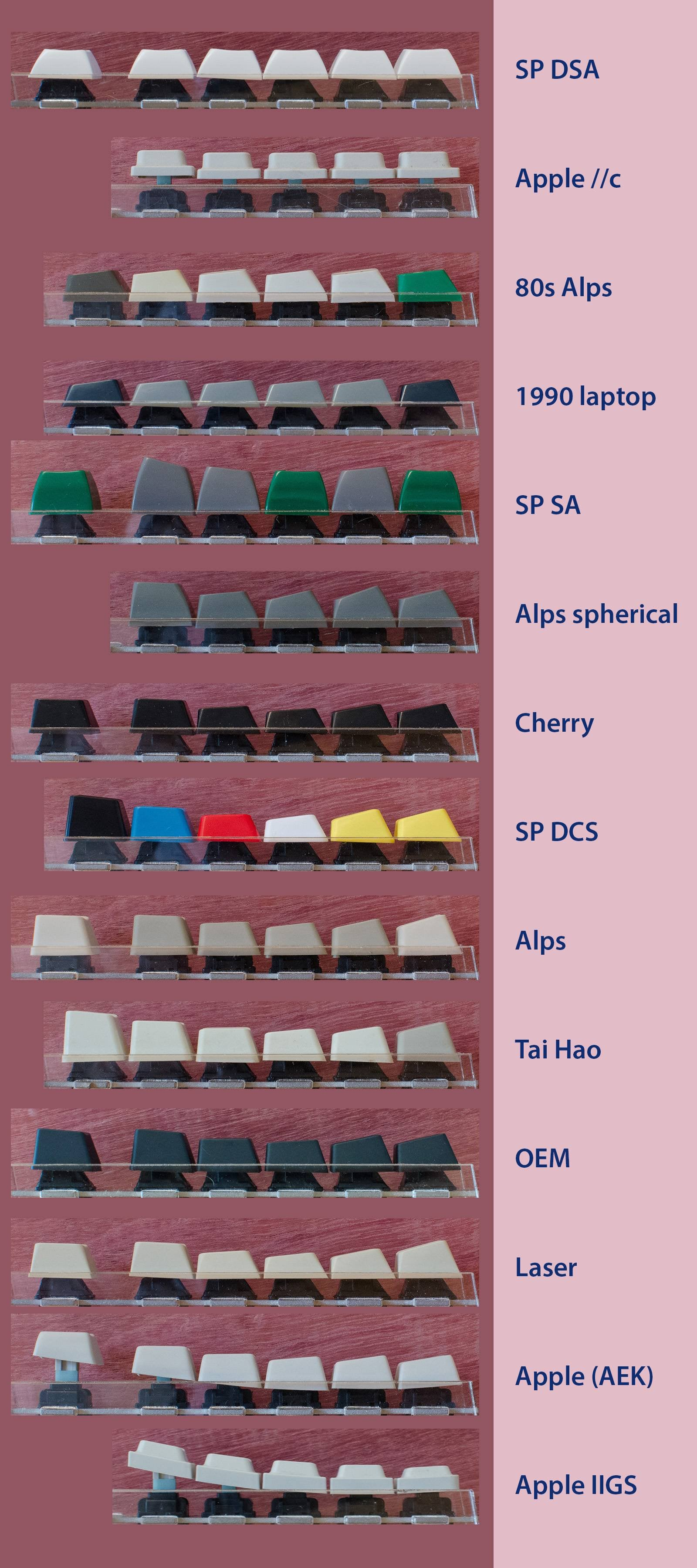
Mechanical Keyboard Profiles illustrated.

2021年現在、安価で流通量の多いものとしては、Cherry、OEM、DSAなどが特によく見られる。高級なキーキャプのセットとしては、SA形状のものが人気が高い。

### 軸
主にメカニカルキーボードなどにおいて、いくつかの規格が流通している。軸の規格が違うキーキャップは、そのままでは軸の形状が異なるため挿入することはできない。
| Method          | Description |
| --------------- | --- |
| Cherry MX互換   | 互換性のあるメカニカルキーボード用のキーキャップとしては最も一般的に流通している。Cherry社製の標準的な十字型の軸に挿入可能なものであり、キーキャップのセット販売がされている場合、特にことわりがなければCherry MX互換であることが多い。Cherry MX製の純正品の他には、Gateron社や、Kailh社などの中華系キースイッチの多くでサポートされている。 |
| HHKB、Realforce | 東プレの生産しているHHKB、Realforceの○型の軸に挿入可能なタイプのキーキャップ。 |
| アルプス軸      | アルプス電気株式会社が製造しているキースイッチに挿入可能なもの。概ね□型に近い形をしている。 |
| Kailh Choc      | Low Profileと呼ばれる薄い形状のメカニカルのキースイッチである、Kailh choc switchに対応した軸。長細い差込口が平行に2つあるll型の軸となっている。 |

## より詳しい情報
- US Utility 5193924, Larson, Carlyn F., "Cap cover for keyboard keys", issued 16 March 1993

## その他のキーキャップ
完全に独自の方式で作成されたアルチザンキーキャップと呼ばれるものも販売されている。